# Archeologiemuseum Stein

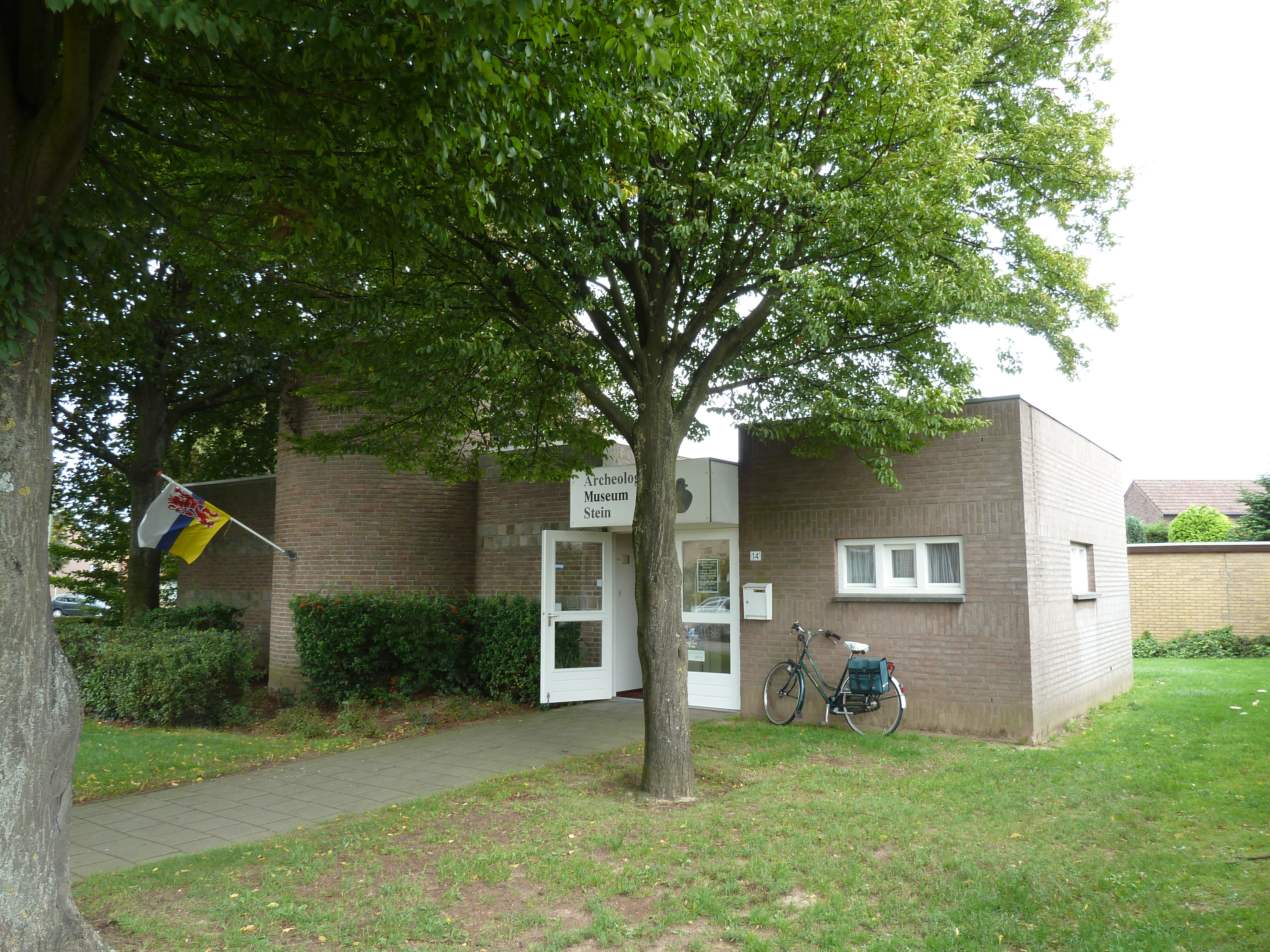
Het museum

Archeologie Museum Stein of Archeologiemuseum Stein, en sinds 2017 Museum voor Grafcultuur, is een museum in het Limburgse dorp Stein in de Nederlandse gemeente Stein. Het is gewijd aan de prehistorie van Stein en omgeving en is gelegen aan de Hoppenkampstraat. In de directe omgeving van het museum zijn huisplattegronden gevonden van de bandkeramische cultuur en op de plaats van het museum zelf de Grafkelder van Stein.

## Collectie
Het museum toont verschillende vondsten uit de omgeving uit verschillende perioden. Dit zijn:
- Nieuwe Steentijd: maalstenen, dissels, messen, krabbers, pijlpunten en boren van voornamelijk vuursteen.
- Bronstijd/IJzertijd: kokerbijlen, lanspunten en asurnen. Een groot deel van het materiaal is afkomstig van een groot urnenveld aan de noordzijde van de Mauritsweg.
- Romeinse tijd: in de gemeente zijn een Romeinse nederzetting, villa en begraafplaats met drie askisten gevonden; een van deze askisten is in het museum geplaatst.
- Merovingische tijd: van een rijengrafveld worden de gevonden bijgave getoond, waaronder aardewerk, glaswerk, sieraden, metalen wapens en andere metalen voorwerpen.

### Grafkelder van Stein
Het middelpunt van het museum is de Grafkelder van Stein, waar het museum in feite overheen is gebouwd, die wat lager gelegen getoond wordt midden in de zaal. Het is een neolithische grafkelder bestaande uit een vloer van veldkeien. In de kelder zijn enkele vondsten gedaan, waaronder een pot die wordt toegerekend aan de Seine-Oise-Marnecultuur.

## Geschiedenis
In april 1963 werd de grafkelder ontdekt door P. Modderman en in datzelfde jaar werd de Grafkelder van Stein opgegraven.
Op 30 juni 1967 werd het museum geopend met de naam Archeologisch Reservaat. Toen was een deel van de bovenbouw van het graf gereconstrueerd. (Later is deze reconstructie verwijderd.)
In 1997 werd de naam Archeologisch Reservaat gewijzigd in Archeologiemuseum Stein of Archeologie Museum Stein; in 2017 is het museum heringericht en de naam gewijzigd in Museum voor Grafcultuur.